# Bar (unidad de presión)

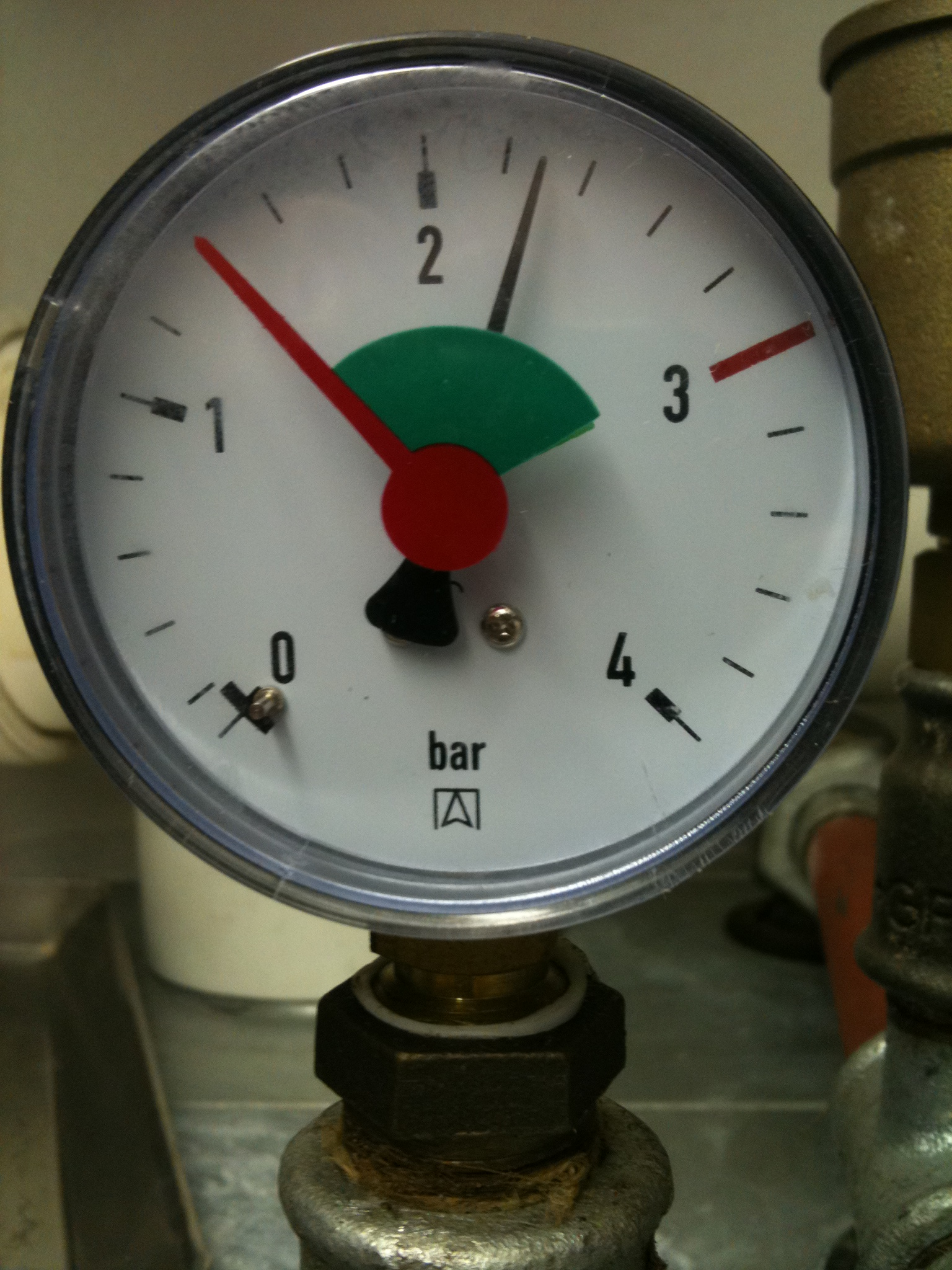
Manómetro escalado en bares

El bar (símbolo: bar) es una unidad de presión, pero no es parte del Sistema Internacional de unidades (SI). Es definido como exactamente igual a 100 000 Pa (100 kPa), o sutilmente menos que el promedio actual de presión atmosférica en la Tierra a nivel del mar (aproximadamente 1,013 bar). Por la fórmula barométrica, 1 bar es rigurosamente la presión atmosférica en la Tierra a un altitud de 111 metros a 15 °C.
El bar y el milibar fueron introducidos por el meteorólogo noruego Vilhelm Bjerknes, quien fue un fundador de la práctica moderna de predicción climática.
El Sistema Internacional de Unidades, a pesar de que previamente mencionaba el bar, ahora omite cualquier mención de él. El bar ha sido reconocido legalmente en países de la Unión Europea desde 2004. El US National Institute of Standards and Technology (NIST) hace obsoleto su uso excepto para "uso limitado en meteorología" y lo lista como uno de varias unidades que "no deben ser introducidas en campos en los cuales no son usados en el presente". La Unión Astronómica Internacional (IAU) también, lo lista bajo "Unidades No- SI y símbolos cuyo uso continuo es obsoleto".
Unidades derivadas del bar incluyen:
| Símbolo | Unidad   |
| ------- | -------- |
| mbar    | milibar  |
| cbar    | centibar |
| dbar    | decibar  |
| kbar    | kilobar  |
| Mbar    | megabar  |

## Etimología
La palabra bar tiene su origen en la palabra griega antigua βάρος (baros), que significa peso. El símbolo oficial de la unidad es bar; el símbolo antiguo b es ahora obsoleto y hace conflicto con el uso de b que denota la unidad barn, pero aún es encontrado, especialmente como mb (más que la propia mbar) para denotar el milibar. Entre 1793 y 1795, la palabra bar fue utilizada por una unidad de peso en una versión antigua del sistema métrico.

## Definición
El bar es definido usando el Sistema Internacional, pascal: 1 bar ≡ 100 000 Pa ≡ 100 000 N/m².
De esta manera 1 bar es aproximadamente igual a:
|           | unidad    |
| --------- | --------- |
| 0,986923  | atm       |
| 1         | bar       |
| 1,01972   | kgf / cm2 |
| 14,50377  | psi       |
| 29,5300   | inHg      |
| 100       | kPa       |
| 750,062   | mmHg      |
| 750,062   | Torr      |
| 1000      | hPa       |
| 1019,716  | cmH2O     |
| 100 000   | Pa        |
| 1 000 000 | barias    |

Notas: 
- 1 millibar (mbar) = 1 milésima de bar, o 1 x 10-3 bar
- 1 millibar = 1 hectoPascal (1 hPa = 100 Pa).

## Uso
La presión atmosférica del aire donde la presión atmosférica estándar está definida como 1013,25 mbar, 1013,25 hPa, 1,01325 bar, la cual es cerca de 14,7 libras por pulgada cuadrada. A pesar de que el milibar no es una unidad SI, los meteorólogos y reporteros del clima a nivel mundial han medido por mucho tiempo la presión del aire en milibares ya que los valores son convenientes. Después del advenimiento de las unidades SI, algunos meteorólogos comenzaron a utilizar hectopascales (símbolo hPa), los cuales son numéricamente equivalentes a milibares; por la misma razón, el hectopascal es ahora la unidad estándar utilizada para expresar presión barométrica en aviación en muchos países. Por ejemplo, la Weather Office of Environment Canada utiliza kilopascales y hectopascales en sus mapas de clima. En contraste, los estadounidenses están familiarizados con el uso de los milibares en los U.S. Reports de huracanes y otras tormentas ciclónicas.
En agua dulce, hay una aproximación numérica equivalente entre el cambio de presión en decibares y el cambio de profundidad desde el agua superficial en metros. Específicamente, un incremento de 1 decibar ocurre para cada 1,019716 m de incremento en profundidad. En agua de mar con respecto a la variación de gravedad, la latitud y la anomalía geopotencial, la presión puede ser convertida en profundidad de metros de acuerdo a una fórmula empírica (UNESCO Tech. Paper 44, p. 25). Como resultado, los decibares son comúnmente utilizados en oceanografía.
En buceo, el bar es, también, la unidad más utilizada para expresar presión, por ejemplo 200 bares siendo un tanque de buceo lleno, e incrementos de presión de 10 metros de agua de mar siendo equivalente a 1 bar de presión.
Varios ingenieros en el mundo utilizan el bar como una unidad de presión ya que, en mucho de su trabajo, utilizar pascales podría involucrar utilizar números muy grandes. En mediciones de vacío y en ingeniería de vacío, presiones residuales son, típicamente, dadas en milibares, aunque torr o milímetros de mercurio (mmHg) eran históricamente comunes.
Los ingenieros que se especializan en seguridad técnica para instalaciones petroquímicas fuera de costa estarían esperando exclusivamente referirse a cargas de explosión en unidades de bar. Un bar es una unidad conveniente para medir presiones generadas por explosiones de nubes de vapor de baja frecuencia que son comúnmente consideradas como parte de estudios de riesgo de carga accidental.
En el campo de automovilístico, el empuje de turbo cargador es, a menudo, descrito en bares fuera de los Estados Unidos. La presión es, a menudo, especificada en bares. En componentes de maquinaria hidráulica son tazados a la presión de aceite del sistema máximo, la cual es típicamente en cientos de bares, por ejemplo es común 300 bares para maquinaria fija industrial.
Unicode tiene caracteres para "mb" (U+33D4 ㏔ SQUARE MB SMALL) y "bar" (U+3374 ㍴ SQUARE BAR), pero ellos existen, solamente, para compatibilidad con codificaciones asiáticas heredadas y no son tratados para ser utilizados en documentos nuevos.
El kilobar, equivalente a 100 MPa, es comúnmente, utilizado en sistemas geológicos, particularmente en petrología experimental.
El "bar(a)" y "bara" son, algunas veces, utilizados para indicar presiones absolutas, y "bar(g)" y "barg" para presiones manométricas. Este uso es obsoleto  y más completas descripciones tales como "presiones manométricas de 2 bares" o "2-bar manométrica" son recomendadas.

## Consideraciones ortográficas
- Como sustantivo, el plural de la unidad sigue las reglas habituales y es «bares», por ejemplo: «cinco milibares».[1]
- Como símbolo puede confundir, por coincidir con el nombre en singular, pero debe escribirse sin terminación de plural, «bar», entendiendo un uso del símbolo (los símbolos no admiten terminación de plural).[2]